# Società Autostrada Ligure Toscana
SALT - Società Autostrada Ligure Toscana S.p.A. è un'azienda italiana operante nel settore della gestione in concessione di tratti autostradali. È l'ente concessionario dell’ANAS fino al 31 luglio 2019 per la gestione dell'autostrada A15 Parma – La Spezia con prolungamento fino a Nogarole Rocca. Dall’aprile 2025 è inoltre gestore anche dell'Interconnessione A1/A15 – Sissa Trecasali.
Fino al 31 luglio 2019 è stato l'ente concessionario anche delle autostrade A12 Sestri Levante-Livorno, della diramazione A11 Viareggio – Lucca e della diramazione A15 Fornola – La Spezia. 

## L'azionariato
L'azionariato alla data del 1º gennaio 2020 è la seguente:
- 95,1%: ASTM, controllata dalla società Argo Finanziaria di proprietà della famiglia Gavio
- 1,3%: Fondazione Cassa di risparmio della Spezia
- 1,1%: Giorgio Patroncini
- 0,7%: Finanziaria Generale Milanese FI.GE.MI
- 0,6%: Camera di commercio di Genova
- 0,2%: Camera di commercio di Lucca
- 0,2%: Amministrazione provincia di Lucca
- 0,2%: Camera di commercio Riviere di Liguria
- 0,1%: Amministrazione provincia della Spezia
- 0,5%: altri

## Dati societari
- Ragione sociale: Società Autostradale Ligure Toscana - S.A.L.T. S.p.A.
- Sede Legale: Via Don Enrico Tazzoli, 9 - Lido di Camaiore (Lucca)
- Codice Fiscale/Partita Iva: 00140570466
- Presidente: Fabrizio Larini

Fa parte del gruppo ASTM.